# Kenji Wakai
Kenji Wakai (若井 研治 Wakai Kenji?,  nacido el 22 de septiembre de 1974 en Fukuyama, Hiroshima) es un exfutbolista japonés. Jugaba de delantero y su último club fue el Sanfrecce Hiroshima de Japón.

## Trayectoria

### Clubes
| Club                | País  | Año  |
| ------------------- | ----- | ---- |
| Sanfrecce Hiroshima | Japón | 1997 |